# روت وست‌هایمر
کارولا روت وست‌هایمر (انگلیسی: Ruth Westheimer; ۴ ژوئن ۱۹۲۸ – ۱۲ ژوئیهٔ ۲۰۲۴) درمانگر جنسی و مجری برنامه‌های گفت‌وگو محور آلمانی-آمریکایی بود.
وستهایمر در آلمان در یک خانوادهٔ یهودی متولد شد. با روی کار آمدن نازیسم، والدینش برای ایمنی، او را در ده‌سالگی به مدرسه‌ای در سوئیس فرستادند، در حالی که خودشان به دلیل مراقبت از مادربزرگ سالمندش در آلمان ماندند. هر دو در اردوگاه کار اجباری کشته شدند. پس از جنگ جهانی دوم، او به قیمومت بریتانیا بر فلسطین مهاجرت کرد. در ۱۷ سالگی و با قد ۴ فوت ۷ اینچ (۱۴۰ سانتیمتر)، به هگانا پیوست و به عنوان یک تک‌تیرانداز آموزش دید. در بیستمین سالروز تولدش، در جریان آتش خمپاره‌انداز بر اورشلیم در جنگ ۱۹۴۸ فلسطین، بر اثر انفجار گلولهٔ توپ زخمی شد و تقریباً هر دو پای خود را از دست داد.
دو سال بعد، وستهایمر به پاریس نقل مکان کرد و در دانشگاه پاریس روان‌شناسی خواند. او در سال ۱۹۵۶ به ایالات متحده آمریکا مهاجرت کرد، در حالی که برای تأمین هزینه‌های تحصیل به عنوان خدمتکار کار می‌کرد. او در سال ۱۹۵۹ مدرک ام‌ای جامعه‌شناسی را از نیو اسکول دریافت کرد و در سال ۱۹۷۰، در ۴۲ سالگی، دکترای خود را از کالج معلمان، دانشگاه کلمبیا اخذ کرد. در دههٔ بعد، در چندین دانشگاه تدریس کرد و یک مرکز درمان جنسی خصوصی راه‌اندازی نمود.
حرفهٔ رسانه‌ای وستهایمر در سال ۱۹۸۰ با برنامهٔ رادیویی Sexually Speaking آغاز شد که تا سال ۱۹۹۰ ادامه یافت. در سال ۱۹۸۳ این برنامه پربیننده‌ترین برنامهٔ رادیویی در بزرگ‌ترین بازار رادیویی کشور بود. او سپس برنامهٔ تلویزیونی نمایش دکتر روث را راه‌اندازی کرد که تا سال ۱۹۸۵، دو میلیون بیننده در هفته داشت. او به خاطر ارائهٔ توصیه‌های جدی در کنار شخصیتی صمیمی، شاد، شوخ‌طبع و محترمانه شناخته می‌شد و عبارت معروفش «Get some» به نماد او تبدیل شد. در سال ۱۹۸۴، نیویورک تایمز گزارش داد که او «از گمنامی به شهرتی تقریباً آنی رسیده است.»
او از سال ۱۹۸۴ تا ۱۹۹۳ چندین مجموعه در شبکه‌های لایف‌تایم و دیگر شبکه‌های کابلی اجرا کرد. وستهایمر به یک چهرهٔ شناخته‌شدهٔ خانگی و فرهنگی تبدیل شد و در چندین برنامهٔ تلویزیونی ظاهر شد، در فیلمی با ژرار دوپاردیو هم‌بازی شد، روی جلد مجلهٔ پیپل قرار گرفت، در آلبومی از تام چاپین خواند، در تبلیغات تجاری مختلف حضور داشت و ویدئوهای Playboy را اجرا کرد. او نویسندهٔ ۴۵ کتاب در زمینهٔ رابطه جنسی و روان‌شناسی جنسی بود.
نمایش تک‌نفرهٔ تبدیل شدن به دکتر روث در سال ۲۰۱۳، نوشتهٔ مارک سنت جرمین، و مستند از دکتر روث بپرس در سال ۲۰۱۹، ساختهٔ رایان وایت، دربارهٔ زندگی او ساخته شده‌اند. او به تالار مشاهیر رادیو راه یافت و جوایزی همچون مدال ماگنوس هیرشفلد، مدال افتخار جزیره الیس، مدال لئو بک، جایزه مارگارت سنگر از برنامه‌ریزی والدین و نشان افتخار شایستگی جمهوری فدرال آلمان را دریافت کرد.

## زندگی اولیه و تحصیلات

### آلمان
من از آلمان نازی آمده‌ام. و تنها چیزی که آموخته‌ام این است که باید برای آنچه که باور داری، ایستادگی کنی.

وستهایمر با نام کامل کارولا روث زیگل در ۴ ژوئن ۱۹۲۸، در روستای کوچک ویزنفلد (اکنون بخشی از کارل‌اشتات آم ماین)، در جمهوری وایمار متولد شد. او تنها فرزند یهودیت ارتدکس، ایرما (با نام خانوادگی هاناوئر)، یک خانه‌دار، و یولیوس زیگل، یک عمده‌فروش لوازم خیاطی بود.
پدرش در شب بلورین توسط گشتاپو دستگیر و به اردوگاه کار اجباری داخائو فرستاده شد. مادر و مادربزرگش نیز بعدها به اردوگاه‌های مرگ فرستاده شدند و هرگز بازنگشتند.

### سوئیس
مادر و مادربزرگ وستهایمر تصمیم گرفتند که آلمان نازی برای او بیش از حد خطرناک شده است، به دلیل افزایش خشونت‌های نازی‌ها؛ بنابراین، چند هفته بعد، در ژانویه ۱۹۳۹، او را از طریق انتقال کودکان، یک قطار سازمان‌یافته برای نجات کودکان یهودی، به سوئیس فرستادند، هرچند که او به‌شدت مایل نبود که از خانواده‌اش جدا شود. روت، که در آن زمان ۱۰ ساله بود، دیگر هرگز در دوران کودکی در آغوش گرفته نشد.
او به یتیم‌خانه‌ای متعلق به یک خیریه یهودی در هایدن، سوئیس منتقل شد، جایی که ۳۰۰ کودک یهودی دیگر نیز حضور داشتند، برخی از آن‌ها تنها شش سال داشتند. تا پایان جنگ جهانی دوم، تقریباً تمام آن‌ها یتیم شدند، زیرا والدینشان نتوانستند از آلمان فرار کنند و توسط نازی‌ها کشته شدند. در یتیم‌خانه، او مسئولیت نظافت را بر عهده داشت و به‌عنوان یک مراقب و چهره‌ای مادرانه برای کودکان کوچکتر عمل می‌کرد. او به مدت شش سال در این یتیم‌خانه ماند. دختران یتیم‌خانه اجازه نداشتند در مدرسه محلی تحصیل کنند، اما یک پسر از همان مدرسه کتاب‌های درسی خود را شب‌ها به او قرض می‌داد تا بتواند مخفیانه آن‌ها را بخواند و تحصیلاتش را ادامه دهد.
در دوران اقامتش در یتیم‌خانه سوئیسی، وستهایمر از طریق نامه‌نگاری با مادر و مادربزرگش در ارتباط بود. این نامه‌ها در سال ۱۹۴۱ متوقف شد، هنگامی که والدین و مادربزرگ پدری‌اش در ۲۰ اکتبر ۱۹۴۱ به گتو ووچ تبعید شدند. پدر و مادربزرگش در سال ۱۹۴۲ در آنجا جان باختند. پیش از آنکه بعدها از این موضوع مطلع شود، او تصور می‌کرد که پدرش در سال ۱۹۴۲ در اردوگاه آشویتس کشته شده است. اطلاعاتی در مورد چگونگی مرگ مادرش در دسترس نیست. در پایگاه داده ید وشم، مرکز جهانی یادبود هولوکاست، مادر وستهایمر به‌عنوان verschollen یا «ناپدید شده/مقتول» ثبت شده است. علاوه بر والدین وستهایمر، تمام بستگان او در جریان هولوکاست جان خود را از دست دادند.
برای سال‌ها، او با احساس «گناهی غیرمنطقی» زندگی می‌کرد؛ او فکر می‌کرد که اگر در آلمان می‌ماند، می‌توانست والدینش را نجات دهد. بعدها، او گفت که این احساس گناه جای خود را به تحسین فداکاری والدینش داد، زیرا آن‌ها او را به مکانی امن فرستادند. او گفت: «من هرگز شجاعت این را نداشتم که فرزندان خودم را به این شکل بفرستم.»

### اسرائیل
پس از پایان جنگ جهانی دوم، وستهایمر تصمیم گرفت در سن ۱۶ سالگی به قیمومت بریتانیا بر فلسطین مهاجرت کند. در سپتامبر ۱۹۴۵، زمانی که ۱۷ ساله بود، به علیا (صهیونیسم) پیوست و به کبوتص رامت داوید رفت و در زمینه کشاورزی کار کرد. به او گفتند که نامش بیش از حد آلمانی است، بنابراین نامش را از کارولا به نام میانی خود، روت، تغییر داد و خود را روت ک. زیگل نامید، اما کارولا را به عنوان حرف میانی نامش نگه داشت تا در صورت جستجوی والدینش، قابل شناسایی باشد. او اولین تجربه جنسی خود را «در یک شب پرستاره، در انبار علوفه، بدون استفاده از وسایل پیشگیری» داشت. بعداً به نیویورک تایمز گفت: «من از این موضوع خوشحال نیستم، اما اکنون خیلی بهتر می‌دانم و هر کسی که به برنامه رادیویی من گوش می‌دهد، نیز همین‌طور.» سپس در نحلل (شهر) و بعد در یاگور زندگی کرد. در سال ۱۹۴۸ به اورشلیم نقل مکان کرد تا در رشته آموزش کودکان خردسال تحصیل کند.

گرچه فقط ۴ فوت و ۷ اینچ قد دارم، اما با یک تفنگ در دست، برابر با سربازی هستم که ۶ فوت و ۷ اینچ قد دارد — و شاید حتی کمی برتری داشته باشم، زیرا هدف کوچک‌تری هستم.

—روت وستهایمر
وستهایمر به سازمان شبه‌نظامی زیرزمینی صهیونیستی هگانا (که بعداً به نیروهای دفاعی اسرائیل تبدیل شد) در اورشلیم پیوست. به دلیل قد کوتاهش ۴ فوت ۷ اینچ (۱۴۰ سانتیمتر)، او را به عنوان عملیات شناسایی و تک‌تیرانداز آموزش دادند. او گفت: «من هرگز کسی را نکشتم، اما می‌دانم چگونه نارنجک پرتاب کنم و شلیک کنم.» او یک تک‌تیرانداز ماهر شد و یادگرفت که یک تفنگ را در تاریکی سر هم کند. زمانی که ۹۰ ساله بود، نشان داد که همچنان قادر است یک استن (مسلسل) را با چشمان بسته مونتاژ کند.
در سال ۱۹۴۸، در روز تولد ۲۰ سالگی خود، وستهایمر در یک حمله خمپاره‌ای به اورشلیم در خلال جنگ ۱۹۴۸ فلسطین به شدت زخمی شد؛ انفجار دو دختر که درست کنار او بودند را کشت. مدتی فلج شد و هر دو پایش آسیب دید (یکی بخشی از بالایش را از دست داد). او ماه‌ها را در بخش بهبودی گذراند تا دوباره بتواند راه برود. در سال ۲۰۱۸ گفت که همچنان هر سال از اسرائیل بازدید می‌کند و آنجا را خانه واقعی خود می‌داند و سال بعد اظهار داشت که صهیونیست بوده و هست.